# Flint (Kiribati)
Flint è un piccolo atollo disabitato dell'Oceano Pacifico appartenente alla Repubblica di Kiribati. 
Fa parte dell'arcipelago delle Sporadi equatoriali.

## Geografia
L'isola è situata a circa 640 km a nord-ovest di Tahiti, 190 km a sud-est dell'isola di Vostok e 220 km a sud-est dell'isola Caroline. L'isola è lunga circa 4 km e larga circa 0,8 km nel punto di massima larghezza; la superficie totale ammonta a circa 3 km² e il punto di massima altezza arriva a 7 m s.l.m.. All'interno non c'è una laguna ma sono presenti alcuni piccoli stagni e specchi d'acqua.

## Storia
Fu avvistata per la prima volta dagli europei nel 1801.
Nel 1841 l'isola fu visitata dalle navi della United States Exploring Expedition per determinarne in maniera esatta le coordinate poiché sino ad allora la posizione dell'atollo non era stabilita sulle carte nautiche in maniera certa. Nel 1856 il suo possesso fu reclamato dagli Stati Uniti sulla base del Guano Islands Act. Negli anni 70 del XIX secolo sull'isola venne creata una piantagione di palme da cocco per la produzione della copra.
Nel 1972 divenne parte della colonia britannica delle isole Gilbert e Ellice, dal 1979 è parte del territorio di Kiribati.

## Galleria d'immagini

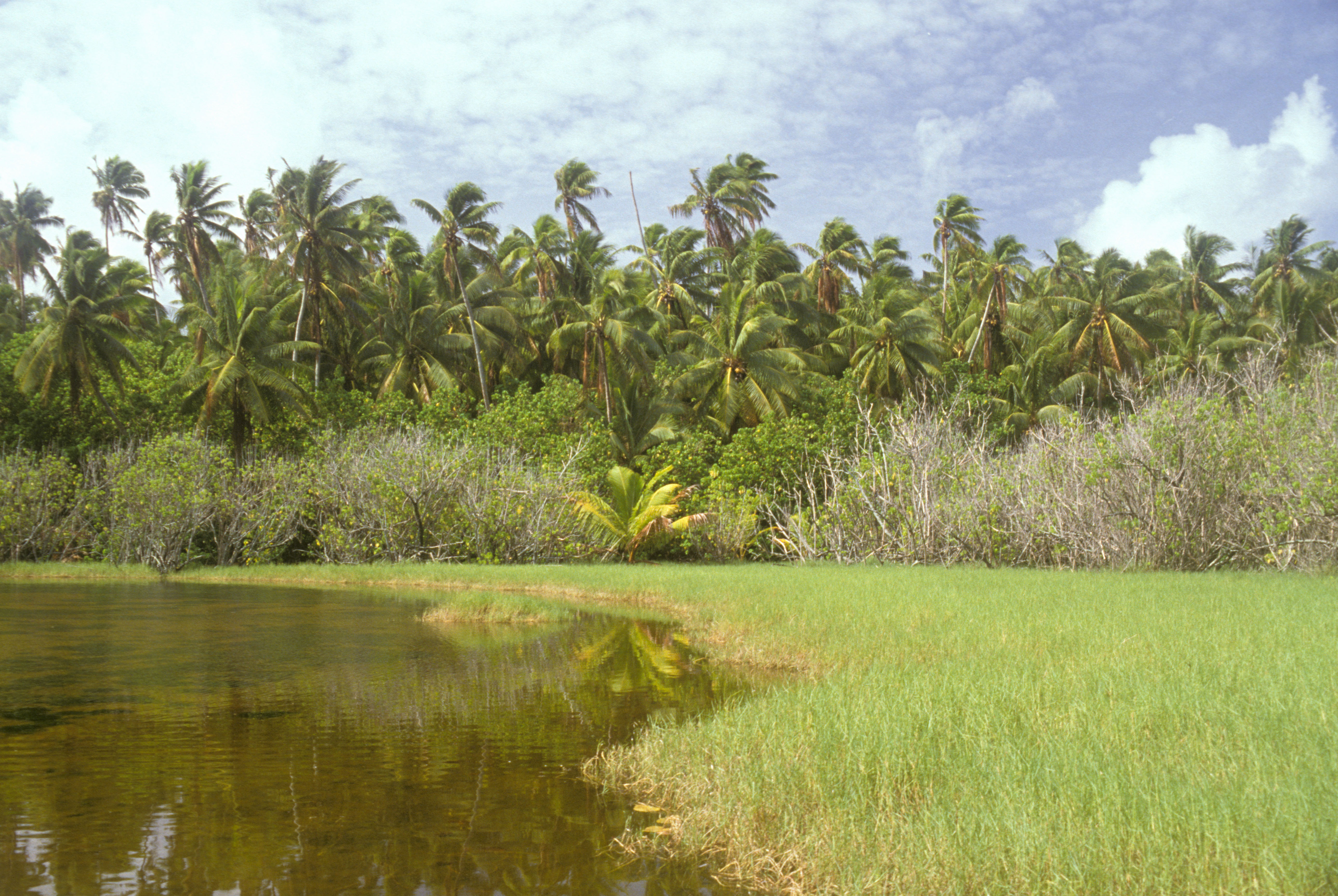
Uno degli specchi d'acqua presenti nell'interno
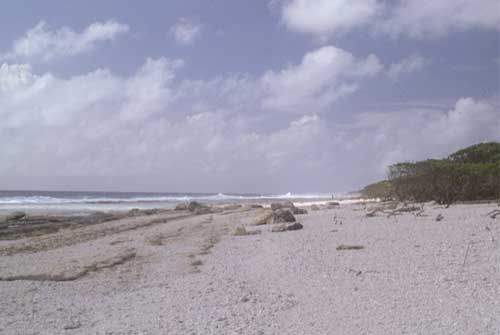
La spiaggia
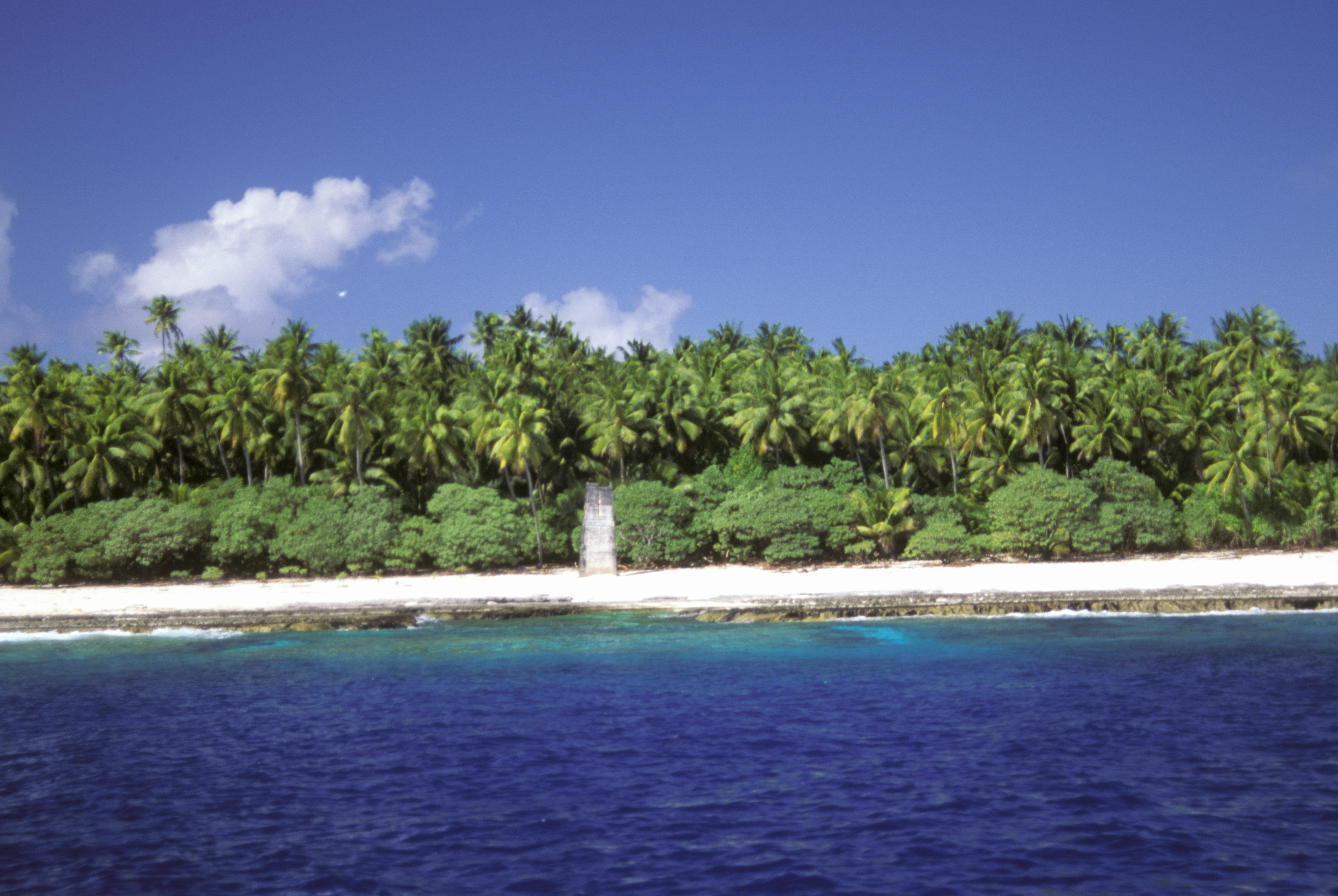
L'atollo visto dal mare
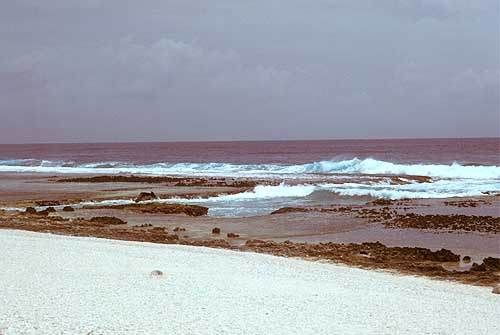
La barriera corallina prospiciente alla costa